# Juan Sánchez de San Román

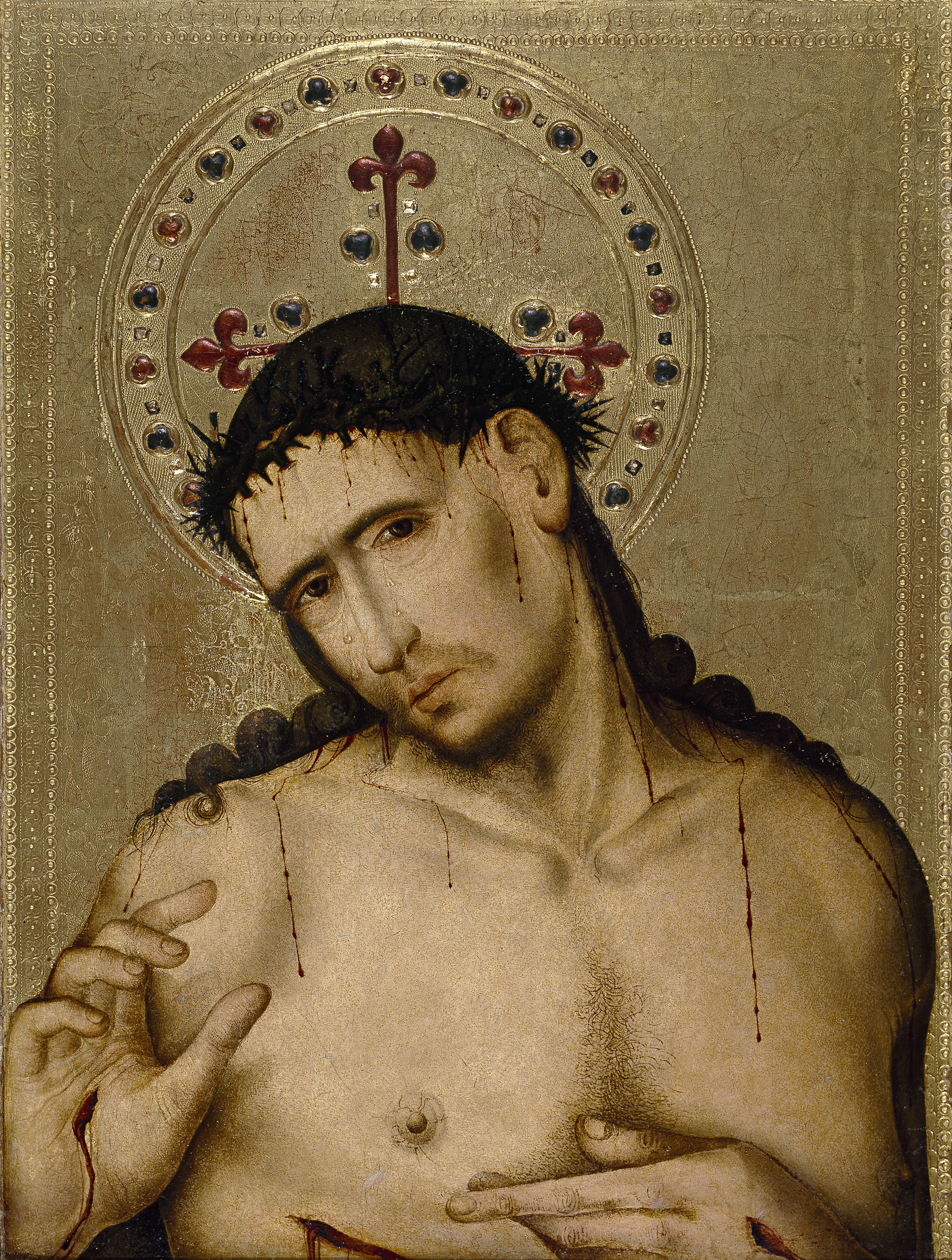
Cristo Varón de Dolores, técnica mixta sobre tabla, 40,3 x 30,3 cm, Madrid, Museo del Prado.

Juan Sánchez de San Román, conocido también como Juan Sánchez II, fue un pintor de estilo renacentista, activo en Sevilla donde se le cita en 1480 como veedor del gremio de pintores de la ciudad, en cuya reforma había intervenido, en unión de Juan Sánchez de Castro, con quien se le confundió en el pasado a pesar de las notables diferencias de estilo. 

## Biografía
El apelativo de San Román por el que se le distingue hace referencia a la parroquia de la que era vecino en Sevilla.
Su estilo demuestra un conocimiento de la técnica de los pintores flamencos, posiblemente obtenido de los artistas hispanoflamencos, junto con influencias del Quattrocento italiano.
Las obras conocidas de Juan Sánchez de San Román se reducen al Cristo Varón de Dolores, de cuidada ejecución y destinado a la devoción privada que se encuentra expuesto en el Museo del Prado, obra firmada en el marco, y El Calvario con donante que se puede contemplar en la Sacristía de los Cálices de la Catedral de Sevilla.